# Relaciones entre la Corona y las comunidades indígenas y Asuntos del Norte de Canadá

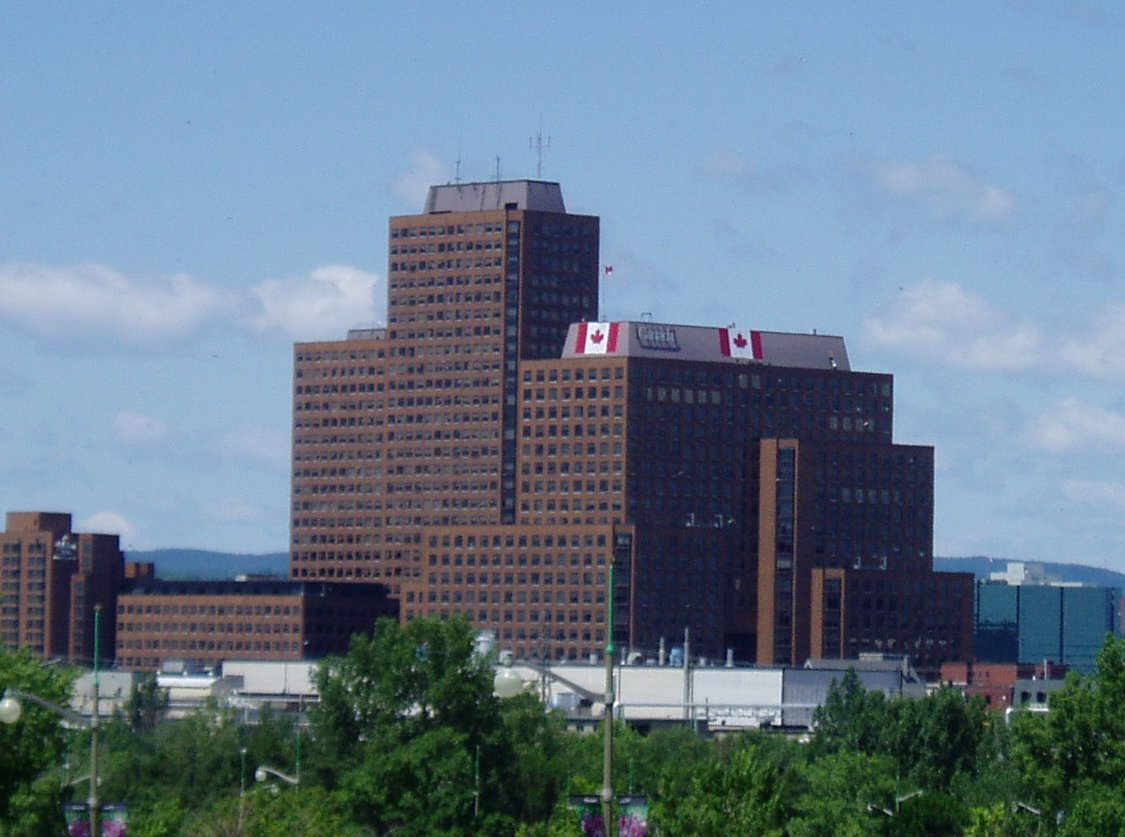
Las Terrazas de la Chaudière, sede del ministerio.

Relaciones entre la Corona y las comunidades indígenas y Asuntos del Norte de Canadá (DRCCIANC) (  (Crown-Indigenous Relations and Northern Affairs Canada en inglés) es un departamento del Gobierno de Canadá .

## Mandato
El Ministerio de Relaciones entre la Corona y las comunidades indígenas y Asuntos del Norte de Canadá tiene el mandato de:
- fortalecer los vínculos entre las naciones indígenas y el Estado, renovando la relación de nación a nación entre los inuit y la Corona así como la relación de gobierno a gobierno entre Canadá y los pueblos originarios, los inuit y los métis;
- actualizar las estructuras gubernamentales de Canadá facilitando que los pueblos aborígenes fortalezcan sus capacidades, impulsen sus aspiraciones de autogobierno y  asuman un rol protagónico en las iniciativas del Gobierno de Canadá en el Norte.[1]

## Histórico
El 28 de agosto de 2017,  El primer ministro canadiense, Justin Trudeau, comunicó la decisión de separar el ministerio de Asuntos Indígenas y del Norte (INAC) en dos organismos distintos. Esta medida respondía a una sugerencia planteada en el informe de la Comisión Real sobre Pueblos Indígenas, el cual abogaba por reestructurar las instituciones gubernamentales encargadas de las comunidades indígenas del país.
Como resultado de la reestructuración implementada por el gobierno de Justin Trudeau, el 30 de noviembre de 2017 se establecieron formalmente dos nuevos ministerios independientes.
- Relaciones de la Corona con comunidades indígenas y Asuntos del Norte de Canadá (RCCIANC) ;
- Servicios Indígenas de Canadá (SIC).

Entre el 30 de noviembre de 2017 y el 15 de julio de 2019, diversas órdenes del consejo establecieron las competencias de los nuevos organismos . Este proceso culminó con la implementación de dos leyes clave: la Ley del ministerio de Relaciones entre la Corona y los Indígenas y Asuntos del Norte y la Ley del Ministerio de Servicios Indígenas
Como consecuencia de estos cambios, en junio de 2019 se produjo la derogación de la Ley del ministerio de Asuntos Indígenas y Desarrollo del Norte y la posterior disolución oficial de este organismo (que previamente había sido renombrado como ministerio de Asuntos Indígenas y del Norte).

## Mandat
Relaciones entre la Corona y las comunidades Indígenas y Asuntos del Norte de Canadá tiene el mandato de:
- renovar la relación de nación a nación entre los inuit y la Corona y la relación de gobierno a gobierno entre Canadá y las Primeras Naciones, los inuit y los métis;
- modernizar las estructuras del Gobierno del Canadá para permitir que los pueblos aborígenes desarrollen su capacidad, apoyen su visión de autogobierno y lideren la labor del Gobierno del Canadá en el Norte.[1]